# مجید زویر
مجید زویر (انگلیسی: Majeed Zuwair) بازیکن فوتبال اهل عراق بود.
وی همچنین در تیم ملی فوتبال عراق بازی کرده‌است.